# 二氯化四氨合锌
二氯化四氨合锌是一种配位化合物，化学式为[Zn(NH3)4]Cl2。它可由氯化锌、氯化铵和氨在pH为8的水溶液中反应得到。它和硝普钠反应，可以得到[Zn(NH3)4][Fe(CN)5NO]。
它热分解生成氯化锌和氨。